# Duje
Duje (niem. Doyen, 1938–1945 Dugen; dawn. Dojewo) – wieś w Polsce położona w województwie warmińsko-mazurskim, w powiecie kętrzyńskim, w gminie Barciany.
W latach 1975–1998 miejscowość administracyjnie należała do województwa olsztyńskiego. 
Wieś położona jest przy granicy z Rosją. Dojazd do wsi od drogi Mołtajny – Asuny.